# Oštra Glava
Ostra Glava (cyr. Остра Глава) – wieś w Serbii, w okręgu pczyńskim, w mieście Vranje. W 2011 roku liczyła 35 mieszkańców.